# ドン・コージス
ドン・コージス (Don Kojis, 1939年1月15日 - 2021年11月19日) はアメリカ合衆国男子プロバスケットボールリーグNBAで活躍した元バスケットボール選手。ウィスコンシン州ミルウォーキー出身。ヒューストン・ロケッツ（当時はサンディエゴ・ロケッツ）最初期のスター選手である。1963年のバスケットボール世界選手権のアメリカ代表。

## マーケット大学
ドン・コージスことドナルド・R・コージスはドウェイン・ウェイドと並んでマーケット大学バスケットボールチーム史上最も優秀なオールラウンドプレイヤーと目されている。1959-60シーズンには20.9得点15.4リバウンドを記録してチームを23勝6敗の成績に導き、NCAAトーナメント・オールミッドイーストチームに選出されている。最後のシーズンである1960-61シーズンには21.4得点17.1リバウンドを記録し、シーズン通算462リバウンド、キャリア通算1504得点は同校の最多記録となった。背番号『44』は同校の永久欠番となっている。

## NBAキャリア
1961年のNBAドラフトでボルティモア・ブレッツから全体13位指名を受けてNBA入り。ブレッツとデトロイト・ピストンズで3シーズンを過ごすも、平均7得点6リバウンド前後の成績が続き、NBAでコージスの才能が発揮されるまでにはやや時間が掛かった。
1966年に誕生したシカゴ・ブルズにエクスパンション・ドラフトで移籍をしたのを機に10.2得点6.1リバウンドと成績を伸ばすと、翌1967年には再び新たに誕生したサンディエゴ・ロケッツにやはりエクスパンション・ドラフトで移籍（コージスは史上3人しかいない2年連続でエクスパンション・ドラフトに掛けられた選手の一人である）。ここでコージスはキャリアの絶頂期を迎えた。
ロケッツでの1年目には19.7得点10.3リバウンドと大きな飛躍を見せ、オールスターゲームにも初出場し、コージスはロケッツ史上初のオールスター選手となった。翌1968-69シーズンにはキャリアハイとなる22.5得点9.6リバウンドを記録し、新人エルヴィン・ヘイズと共にロケッツを初のプレーオフへと導いている。コージスはロケッツの中心選手として活躍したが、1969年に誕生したシアトル・スーパーソニックスに、またもやエクスパンション・ドラフトで移籍することになった。
すでに30代を迎えていたコージスの個人成績はゆるやかに下降線を辿り始めた。ソニックスでは2シーズン過ごし、1972年にカンザスシティ＝オマハ・キングスに移籍。キングスで3シーズン過ごした後、1975年に現役から引退した。
NBA通算成績は12シーズン814試合、9,948得点4,555リバウンド、平均12.2得点5.6リバウンドだった。
主な業績
- オールスター出場：1968年、1969年
- マーケット殿堂

## 個人成績

### レギュラーシーズン
| Season   | Team     | GP  | MPG  | FG%  | FT%  | RPG  | APG | SPG | BPG | PPG  |
| -------- | -------- | --- | ---- | ---- | ---- | ---- | --- | --- | --- | ---- |
| 1963–64  | BAL      | 78  | 14.7 | .419 | .562 | 4.0  | .7  | –   | –   | 6.3  |
| 1964–65  | DET      | 65  | 12.9 | .433 | .633 | 3.7  | 1.0 | –   | –   | 6.5  |
| 1965–66  | DET      | 60  | 13.1 | .415 | .539 | 4.3  | .7  | –   | –   | 7.3  |
| 1966–67  | CHI      | 78  | 21.2 | .426 | .604 | 6.1  | .9  | –   | –   | 10.2 |
| 1967–68  | SDR      | 69  | 36.9 | .446 | .726 | 10.3 | 2.6 | –   | –   | 19.7 |
| 1968–69  | SDR      | 81  | 38.6 | .434 | .748 | 9.6  | 2.6 | –   | –   | 22.5 |
| 1969–70  | SDR      | 56  | 28.2 | .447 | .751 | 6.9  | 1.4 | –   | –   | 15.3 |
| 1970–71  | SEA      | 79  | 27.1 | .446 | .778 | 5.5  | 1.6 | –   | –   | 14.6 |
| 1971–72  | SEA      | 73  | 25.4 | .469 | .793 | 4.6  | 1.1 | –   | –   | 11.4 |
| 1972–73  | KCO      | 77  | 16.1 | .480 | .774 | 2.6  | 1.0 | –   | –   | 8.5  |
| 1973–74  | KCO      | 77  | 27.2 | .478 | .772 | 5.0  | 1.4 | 1.0 | .2  | 13.1 |
| 1974–75  | KCO      | 21  | 11.0 | .469 | .667 | 1.9  | .5  | .6  | .0  | 5.3  |
| Career   | Career   | 814 | 23.6 | .446 | .720 | 5.6  | 1.4 | .9  | .2  | 12.2 |
| All-Star | All-Star | 2   | 13.0 | .333 | .800 | 3.5  | 2.0 | –   | –   | 6.0  |

### プレーオフ
| Year   | Team   | GP | MPG  | FG%  | FT%  | RPG  | APG | SPG | BPG | PPG  |
| ------ | ------ | -- | ---- | ---- | ---- | ---- | --- | --- | --- | ---- |
| 1967   | CHI    | 3  | 34.7 | .479 | .625 | 10.0 | 1.3 | –   | –   | 17.0 |
| 1969   | SDR    | 6  | 38.7 | .440 | .806 | 8.5  | 3.5 | –   | –   | 20.2 |
| 1975   | KCO    | 4  | 5.5  | .167 | .833 | 1.0  | .3  | .3  | .0  | 1.8  |
| Career | Career | 13 | 27.5 | .442 | .778 | 6.5  | 2.0 | .3  | .0  | 13.8 |